# Parque Frogner

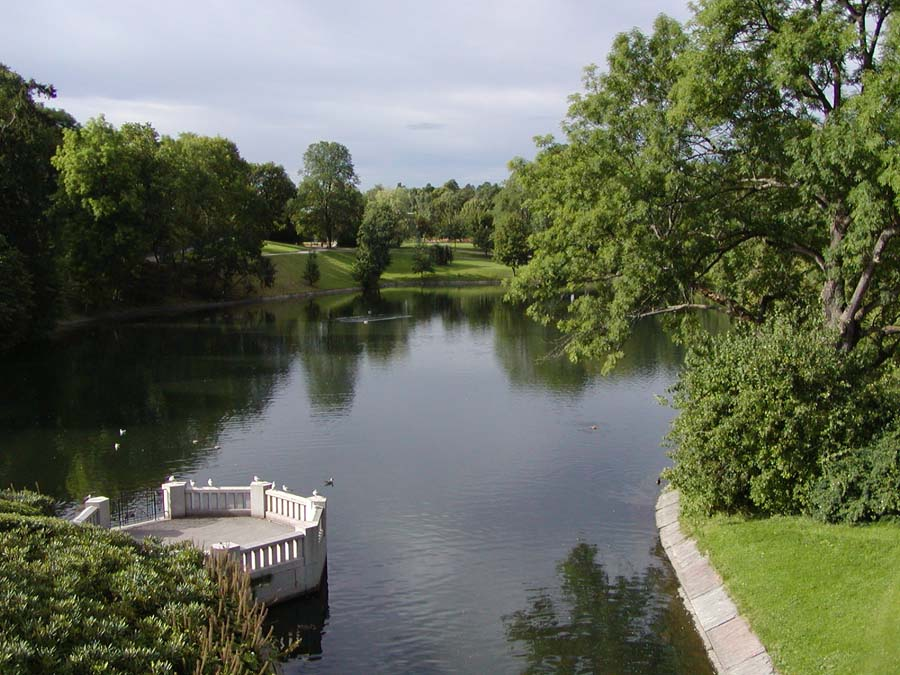
Vista del parque.

El Parque Frogner (en noruego: Frognerparken) es un parque público ubicado en el distrito de Frogner en Oslo, Noruega. En su interior se encuentra el famoso Parque de Vigeland, un área dedicada a la exposición permanente de unas doscientas esculturas y otras obras de arte del escultor noruego Gustav Vigeland.